# George Gaylord Simpson
George Gaylord Simpson (Chicago, 16 giugno 1902 – Tucson, 6 ottobre 1984) è stato un paleontologo statunitense.
È considerato come uno dei più importanti paleontologi statunitensi.
Era esperto di mammiferi estinti e delle loro migrazioni intercontinentali.

## Biografia
Simpson fu molto influente nella paleontologia del XX secolo e fu uno dei maggiori partecipanti nell'elaborazione della "teoria sintetica", contribuendo con i suoi libri Tempo and Mode in Evolution (1944) e Principles of Classification and a Classification of Mammals (1945).
Molti suoi studi si concentrarono anche sull'evoluzione degli equini, contribuendo a chiarire la storia della specie.
Fu professore di zoologia alla Columbia University e curatore del Dipartimento di Geologia e Paleontologia all'American Museum di Storia Naturale dal 1945 al 1959. Fu curatore del Museo di Zoologia Comparativa all'Harvard University dal 1959 al 1970 e Professore di geoscienza all'Università dell'Arizona sino al suo ritiro nel 1982.
Si dilettò anche con la narrativa, scrivendo L'uomo che restò solo sulla terra, pubblicato postumo e che ebbe l'onore di avere l'introduzione scritta da Arthur C. Clarke.

## Taxa classificati
- Chubutodyptes biloculata Simpson, 1970 - uccello fossile della famiglia Spheniscidae.
- Aptenodytes ridgeni Simpson, 1972 - uccello fossile della famiglia Spheniscidae.
- Choeroclaenus turgidunculus - mammifero estinto appartenente ai mioclenidi.
- Sebecus icaeorhinus - coccodrillo estinto appartenente ai sebecidi.
- Propachyrucos ameghinorum - mammifero estinto appartenente ai notoungulati.
- Anisolambda amel - mammifero estinto appartenente ai litopterni.
- Carsioptychus - mammifero estinto appartenente ai periptichidi.
- Eudaemonema -  genere di mammiferi estinti, forse appartenenti ai dermotteri.
- Scarrittia - mammifero estinto appartenente ai notoungulati.
- Epoicotherium - mammifero estinto appartenente ai paleanodonti.
- Teilhardina - mammifero estinto appartenente ai primati.

## Premi
Fu premiato dalla Linnean Society of London con la prestigiosa medaglia Darwin-Wallace nel 1958.

## Opere
- Attending Marvels (1931)
- Mammals and Land Bridges (1940)
- Tempo and Mode in Evolution (1944)
- The Meaning of Evolution (1949)
- Horses (1951)
- Evolution and Geography (1953)
- The Major Features of Evolution (1953)
- Life: An Introduction to Biology (1957)
- Principles of Animal Taxonomy (1961)
- This View of Life (1964)
- The Geography of Evolution (1965)
- Penguins (1976)
- Concession to the Improbable (1978)
- Splendid Isolation (1980)
- The Dechronization of Sam Magruder / L'uomo che restò solo sulla terra (1996)